# 삼성 A177
삼성 A177(Samsung A177, Samsung SGH-A177)은 삼성전자가 2009년에 출시한 휴대 전화이다.